# Trop tard (film, 1996)
Pour plus de détails, voir Fiche technique et Distribution.
Trop tard (Prea târziu) est un film roumain réalisé par Lucian Pintilie, sorti en 1996. Il a été présenté au festival de Cannes 1996.

## Synopsis
Dans le contexte de la violence et de la pauvreté de la société roumaine en transition des années 1990, le film raconte l'histoire d'un jeune procureur, Dumitru « Mitică » Costa, qui est envoyé dans une ville minière afin d'enquêter sur un crime survenu dans une mine.
Les autorités gestionnaires de la mine mettent des obstacles à l’enquête du procureur, de peur que l'indignation du public ne mette en péril la seule source de revenus de la vallée, l'exploitation minière.
Le procureur s'installe dans la ville, y visite la mine et commence une relation avec Alina, une jeune topographe.
Après avoir poursuivi une fausse piste, qui menait à une personne des services secrets établie à l'étranger, Mitica se rend compte que le tueur vit dans la mine et tue les victimes pour la nourriture. Pour le faire sortir de la galerie, il arrête la ventilation et scelle toutes les entrées, et l'attend à la sortie de la mine avec un groupe d'hommes armés.

## Fiche technique
- Titre : Trop tard
- Titre original : Prea târziu
- Réalisation : Lucian Pintilie
- Scénario : Lucian Pintilie
- Pays d'origine : Roumanie
- Format : Couleurs - 35 mm
- Genre : Drame
- Durée : 106 minutes
- Dates de sortie : 1996

## Distribution
- Cecilia Bârbora : Alina Ungureanu
- Ion Bechet :
- Florin Călinescu : Maireanu
- Sorin Cristea : le psychiatre
- Ioan Fiscuteanu : Oana
- Sandu Mihai Gruia :
- Lucian Iancu :
- Victor Rebengiuc : Elephant Foot
- Mircea Rusu : Munteanu
- Răzvan Vasilescu : Dumitriu Costa
- Dorel Visan : le préfet
- Răzvan Vasilescu
- Luminița Gheorghiu